# Dell Hymes
Dell Hathaway Hymes (7 de junio de 1927, Portland, Oregón - 13 de noviembre de 2009, Charlottesville, Virginia) fue un sociolingüista, antropólogo y folclorista, cuyo trabajo se ocupó principalmente de las lenguas del Pacífico Noroeste.
Se educó en Reed College, estudió con David H. French, y se graduó en 1950, después de prestar servicio militar en Corea. Su trabajo en el ejército de Estados Unidos como descifrador le decidió a convertirse en lingüista. Hymes obtuvo su doctorado en la Universidad de Indiana en 1955, y luego encontró un puesto en la Universidad de Harvard. 
Incluso con esta juventud, Hymes tenía una buena reputación como lingüista. Su disertación, que preparó en un año, fue una gramática de la lengua Kathlamet, que se habla cerca de la desembocadura del río Columbia, y conocida principalmente por las obras de Franz Boas a finales del siglo XIX. Hymes estuvo en Harvard durante cinco años, y se marchó en 1960 a la Universidad de California, Berkeley. También pasó cinco años en Berkeley y luego ingresó en el Departamento de Antropología de la Universidad de Pensilvania en 1965. En 1972 entró en el Departamento de Folclore y se convirtió en decano de los Estudios de Educación en 1975. 
Fue presidente de la Sociedad Americana de Lingüística en 1982, de la Asociación Americana de Antropología en 1983, y de la Sociedad Americana de Folclore, la última persona en ostentar los tres puestos. Mientras en Pensilvania, Hymes fue un fundador de la revista Language in Society (Lengua en Sociedad). Hymes luego formó parte de los Departamentos de Antropología e Inglés en la Universidad de Virginia, donde se convirtió en catedrático Commonwealth Professor de Antropología e Inglés. Fue profesor emérito de la facultad.
Su viuda, Virginia Hymes, también es sociolingüista y folclorista.

## Influencias sobre su obra
Hymes tuvo influencias de muchos lingüistas predecesores, principalmente Franz Boas y Edward Sapir.
Hymes cree que hay una conexión crítica entre el lenguaje y las formas de pensar. Éste es el meollo de su posición teórica. Hymes considera al crítico literario Kenneth Burke como su mayor influencia, y afirma: “El sentido de lo que hago probablemente se debe más a KB que a otra persona”. Hymes estudió con Burke en la década de 1950. La obra de Burke era diversa, tanto teórica como temáticamente, pero la idea que parece haber influido más en Hymes es la aplicación del criticismo retórico a la poesía.
Hymes ha incluido muchas otras figuras literarias y críticos entre sus influencias, incluyendo a Robert Alter, C.S. Lewis, A.L. Kroeber, Claude Lévi-Strauss y Harry Hoijer.

## Importancia de su obra
Es importante conocer a Hymes porque enseñó las diferentes formas lingüísticas como la antropología y que se estructuraba en lo poético. 
Como uno de los primeros sociolingüistas, Hymes ayudó a establecer por primera vez la conexión entre el habla y las relaciones humanas y el entendimiento humano sobre el mundo. Hymes se interesa particularmente en la forma en que patrones lingüísticos diferentes moldean diferentes patrones de pensamiento.
Hymes propone lo que él y otros denominan “etnopoética”, un método antropológico de trascribir y analizar el folclore y la narrativa oral que atiende a las estructuras poéticas dentro del habla. Al leer las transcripciones de los mitos indígenas, por ejemplo, que fueron registrados generalmente en prosa por antropólogos anteriores, Hymes observó que hay estructuras típicamente poéticas en el vocabulario y en la estructuración del relato. Los patrones léxicos y el uso del léxico obedecen a formas artísticas pautadas.
La meta de Hymes, según su opinión, es entender el arte y “la competencia… que subyace y configura estas narrativas” (Hymes 2003:vii). De hecho, creó el Modelo de Habla Dell Hymes y acuñó el término competencia comunicativa dentro de la enseñanza del lenguaje.
Aparte de ser historias entretenidas o mitos importantes sobre la naturaleza del mundo, las narrativas también transmiten la importancia del conocimiento del manejo ambiental de los aborígenes, como los ciclos de desove de los peces en los ríos cercanos o la desaparición de los osos grizzly de Oregón. Hymes cree que todas las narrativas del mundo están organizadas en torno a principios implícitos de forma que transmiten conocimientos importantes y formas de pensar y concebir el mundo. Afirma que entender las narrativas conducirá a un mejor conocimiento del lenguaje mismo y de los campos configurados por la narración oral, entre los que incluye la etnopoética, la sociolingüística, la psicolingüística, la retórica, la semiótica, la pragmática, la narratología y la crítica literaria.
Hymes considera claramente que el folklore y la narrativa son parte vital de los campos de la lingüística, la antropología y la literatura y ha deplorado el hecho de que muy pocos académicos de estos campos deseen y puedan incluir en forma adecuada el folklore en lengua original en sus análisis (Hymes 1981:6-7). Siente que las versiones traducidas de los relatos son inapropiados para entender su papel en el sistema social o mental en que surgieron. Hymes presenta como ejemplo que en navajo, las partículas (expresiones tales como "uh," "So," "Well," etc. que tienen significado lingüístico, e incluso semántico), omitidas en la traducción al inglés, son esenciales para entender cómo se configura la historia y cómo la repetición define la estructura — en el sentido de Lévi-Strauss — que el texto incorpora.

## El Modelo "S-P-E-A-K-I-N-G"
Hymes desarrolló un modelo importante para ayudar en la identificación y etiquetado de los componentes de la interacción lingüística que deriva de su afirmación de que para hablar una lengua correctamente, no sólo se necesita aprender su vocabulario y gramática, sino también el contexto en que se utilizan las palabras.
El modelo comprende dieciséis componentes que se pueden aplicar a muchos tipos de discurso: forma del mensaje; contenido del mensaje; ambiente; escena; hablante/emisor; remitente; oyente/receptor/audiencia; destinatario; propósito (resultado); propósito (objetivos); código; canales; formas de habla; normas de interacción; normas de interpretación, y géneros.
Para facilitar la aplicación de este modelo, Hymes elaboró el acrónimo S-P-E-A-K-I-N-G, en el que agrupa los dieciséis componentes en ocho divisiones.

## Setting and Scene (Ambiente y Escena)
"El ambiente se refiere al tiempo y lugar de un acto de habla y, en general, a las circunstancias físicas". La sala del hogar de los abuelos podría ser el ambiente de una historia familiar. La escena es el "ambiente psicológico" o "definición cultural" de una escena, que incluye características tales como el registro de formalidad y sentido lúdico o solemne. La historia familiar puede relatarse en una reunión de celebración del aniversario de los abuelos. A veces, la familia es festiva y jocosa; otras veces, solemne y conmemorativa.

## Participants (Participantes)
Hablante y audiencia. Los lingüistas pueden hacer distinciones entre estas categorías; por ejemplo, la audiencia puede fragmentarse en destinatarios y otros oyentes. En la reunión familiar, una tía puede contar una historia a los parientes femeninos jóvenes, pero aunque no se dirija a los parientes masculinos, también éstos pueden escuchar la narración.

## Ends (Fines)
Propósitos, objetivos y resultados. La tía puede contar una historia sobre la abuela para entretener a la audiencia, enseñar a las jóvenes u honrar a la abuela.

## Act Sequence (Secuencia de Hechos)
Forma y organización del evento. La historia de la tía podría comenzar como respuesta a un brindis hecho en honor a la abuela. El escenario y desarrollo de la historia tendrían una secuencia estructurada por la tía. Posiblemente habría una interrupción cooperativa durante la narración. Finalmente, el grupo podría aplaudir el cuento y pasar a otro tema o actividad.

## Key (Clave)
Claves que establecen el "tono, manera o espíritu" del acto de habla. La tía podría imitar la voz y los gestos de la abuela en forma graciosa, o podría dirigirse al grupo con un tono serio que enfatice la sinceridad y el respeto expresado en la alabanza contenida en la historia.

## Instrumentalities (Instrumentalidades)
Formas y estilos de habla. La tía podría hablar en un registro casual con muchos rasgos dialectales o podría usar un registro más formal y formas gramaticalmente "normativas" cuidadas.

## Norms (Normas)
Reglas sociales que rigen el evento y las acciones y reacciones de los participantes. En una historia jocosa de la tía, las normas permitirían muchas interrupciones y colaboración del público, o quizás estas interrupciones se limitarían a la participación de las mujeres mayores. Una historia seria y formal de la tía atraería la atención hacia ella y no permitiría interrupciones como norma.

## Genre (Género)
El tipo de acto de habla o evento. En otras palabras, el tipo de historia. La tía puede contar una anécdota de personaje sobre la abuela para entretener, o un discurso ejemplar como instrucción moral. Las diferentes disciplinas tienen términos para referirse a los tipos de acto de habla, y las comunidades de habla a veces tienen sus propios términos para estos tipos.

## Algunas publicaciones
- Hymes, D. "The Ethnography of Speaking", pp. 13–53 in Gladwin, T. & Sturtevant, W.C. (eds), Anthropology and Human Behavior, The Anthropology Society of Washington, (Washington), 1962

- (1964) Language in Culture and Society

- (ed.) (1972) Reinventing Anthropology

- (1974) Foundations in Sociolinguistics: An Ethnographic Approach

- (1980) Language in Education: Ethnolinguistic Essays

- (1981) "In Vain I Tried to Tell You": Essays in Native American Ethnopoetics. Filadelfia: Univ. de Pensilvania Press

- (1983) Essays in the History of Linguistic Anthropology

- (1996) Ethnography, Linguistics, Narrative Inequality: Toward an Understanding of Voice

- (2003) Now I Know Only So Far: Essays in Ethnopoetics

- (2019) Los usos de la antropología Popayán, Editorial Universidad del Cauca (enlace roto disponible en Internet Archive; véase el historial, la primera versión y la última)..